# Jicak Rabin
Jicak Rabin, izraelski general in politik, * 1. marec 1922, Jeruzalem, † 4. november 1995, Tel Aviv, Izrael.

## Življenje
V rodnem Jeruzalemu je obiskoval šolo, sodeloval pa je že v akcijah proti Francozom v Siriji in Libanonu. Leta 1948 je med izraelsko-arabsko vojno sprva vodil obrambo Jeruzalema, nato je sodeloval v operacijah proti Egiptu. Hitro je napredoval, zato je že leta 1964 postal načelnik generalštaba izraelske vojske. Leta 1967 je v šestdnevni vojni z izdelano strategijo ponovno zagotovil izraelsko zmago proti Arabcem.
Po vojni je bil veleposlanik v ZDA, 1974. leta je po odstopu Golde Meir postal predsednik vlade in vodja laburistov. Leta 1977 ga je na položaju v stranki nasledil Šimon Peres, med letoma 1984 in 1990 je bil obrambni minister. Leta 1992 je ponovno prevzel vodenje laburistov in po zmagi na volitvah tudi premierski položaj. Po dolgotrajnih in tajnih pogovorih je 1993. leta z Jaserjem Arafatom podpisal mirovni sporazum, zato je naslednje leto skupaj z Arafatom in Peresom prejel Nobelovo nagrado za mir.    
Na mirovnom shodu ga je leta 1995 ubil izraelski ekstremist, njegova smrt pa je zavrla bližnjevzhodni mirovni proces.